# Umbo

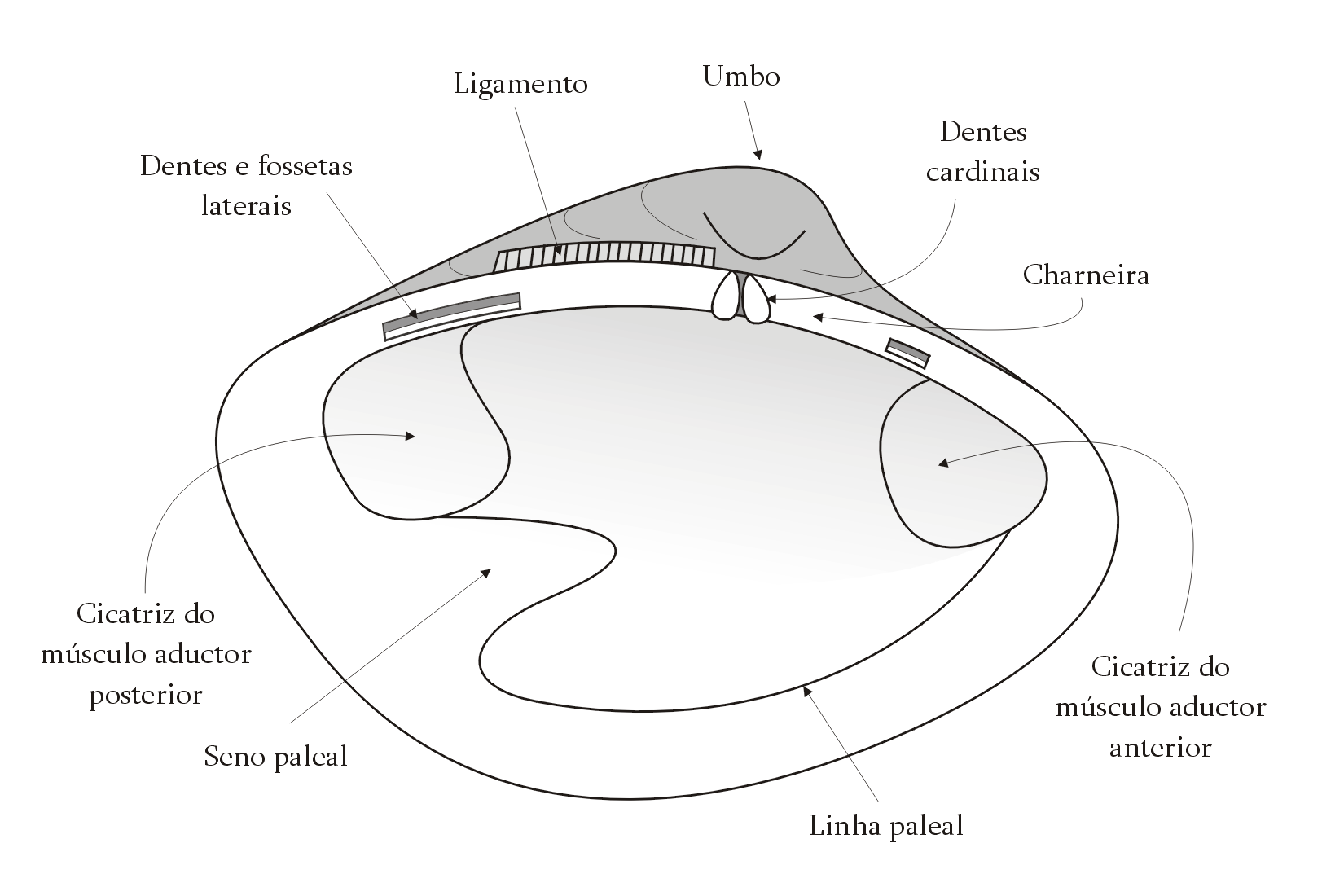

4:Umbo; 3:Ligamento

O umbo é o vértice; a parte mais antiga das valvas de um molusco bivalve, próximas a seu ligamento (estrutura que une ambas as valvas). Muitas vezes eles estão inclinados para a frente (prosogiro), frequentemente voltados para trás (opistogiro) ou na vertical (ortogiro). Apenas raramente afastados entre si (como no gênero Arca). Também é onde se encontra a prodissoconcha, a concha rudimentar, ou embrionária, na qual se inicia o desenvolvimento de um molusco bivalve.

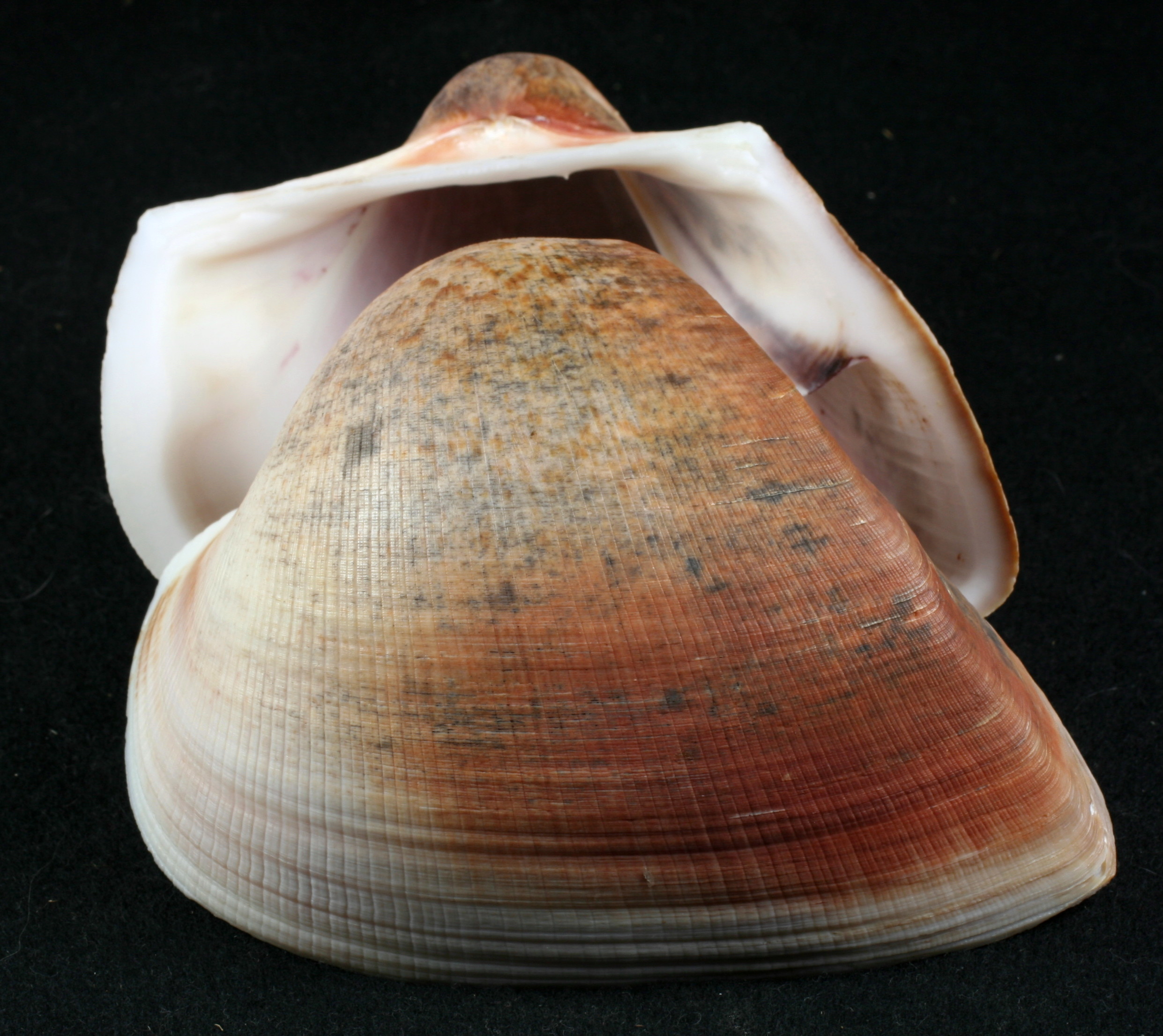
Vista das valvas, separadas, do molusco Cucullaea labiata, mostrando o umbo (acima).
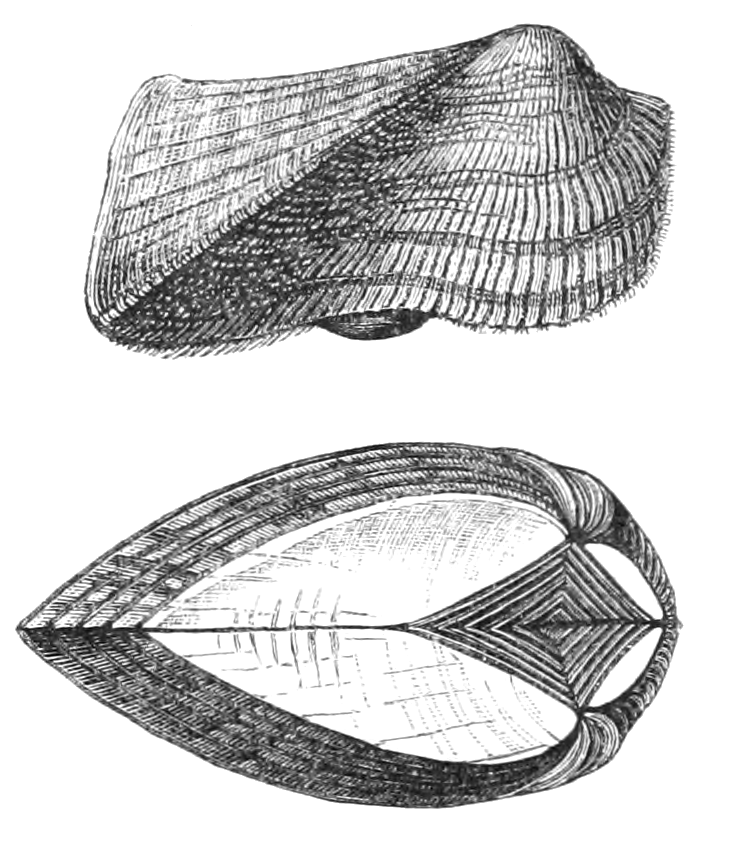
Ilustração do molusco Arca tetragona, mostrando a distância entre seus umbos (abaixo).
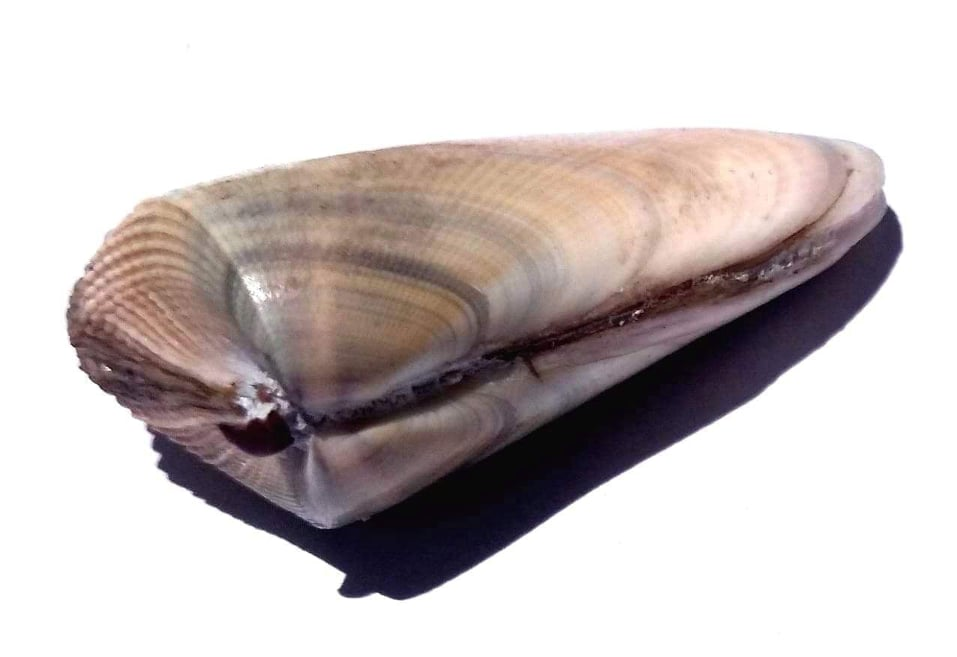
Valva da concha do molusco Donax hanleyanus vista por seus umbos. Espécime de Ubatuba, São Paulo, Brasil.